# 准·梅尔克
準·馬寇爾（德語：Jun Märkl，1959年2月11日—），德國指揮家。为现任中華民國國家交響樂團音樂總監。

## 早年
馬寇爾出生於慕尼黑，父親為德國小提琴家，母親為日本鋼琴家，受到雙親影響自幼便開始學習鋼琴、小提琴。1978年進入漢諾威音樂院，之後前往美國密歇根大学，與古斯塔夫·迈尔學習指揮。此外，他在慕尼黑與塞尔吉乌·切利比达克學習。1987年，梅尔克獲得波士顿交响乐团的全額獎學金，得以在坦格活德活動，在那裏他的導師則包括伦纳德·伯恩斯坦與小泽征尔。

## 職業生涯
1991年至1994年間，梅尔克擔任萨尔布吕肯歌劇院音樂總監，1994年後轉往曼海姆歌劇院。2005年，他就任於法國里昂國家樂團（Orchestre national de Lyon），與該團合作錄製了德布西、拉威爾、梅西昂等法國重要作曲家的作品（發行於Naxos）。2007年，萊比錫廣播交響樂團邀請梅尔克擔任首席指揮。2014年樂季，梅尔克成為西班牙巴斯克國家樂團（Basque National Orchestra）音樂顧問，之後續任該團首席指揮。
2021年樂季起，梅尔克將擔任海牙王城樂團首席客座指揮，預定2025年樂季起，擔任首席指揮一職。2021年8月起，他受邀中華民國國家交響樂團擔任藝術顧問，並自2022年1月1日起改任音樂總監。之後，他提前同該團續約，預定任期至2028年7月止。2024年樂季起，擔任印第安納波利斯交響樂團音樂總監。預計2025-2026年樂季擔任奧勒岡交響樂團首席客席指揮一職。
梅尔克是一位道地的劇院指揮，生涯與維也納、柏林、慕尼黑、德勒斯登等地的劇院有著長期且穩定的合作。除了上述曾任職的樂團之外，他曾指揮巴伐利亞廣播交響樂團、奧斯陸愛樂樂團，以及美國克里夫蘭、波士頓、芝加哥、費城交響樂團，日本NHK交響樂團等主要樂團進行演出。

## 獲獎與榮譽
- 法國藝術與文學騎士勳章，2012年[16]

## 作品節選

### 商業錄音
梅尔克的錄音作品超過五十片，主要的成就包括舒曼的全本交響曲（指揮NHK交響樂團）、門德爾松與華格納作品（指揮萊比錫廣播）、梅西昂與德布西作品（指揮里昂國家樂團）等。

## 外部連結
- 官方网站
- 准·梅尔克的Discogs页面（英文）